# Mieleszyn (gmina Wieruszów)
Mieleszyn – osada leśna w Polsce, położona w województwie łódzkim, w powiecie wieruszowskim, w gminie Wieruszów.
W latach 1975–1998 miejscowość administracyjnie należała do województwa kaliskiego.